# Cleome viridiflora
Cleome viridiflora är en paradisblomsterväxtart som beskrevs av Schreber. Cleome viridiflora ingår i släktet paradisblomstersläktet, och familjen paradisblomsterväxter. Inga underarter finns listade i Catalogue of Life.

## Bildgalleri

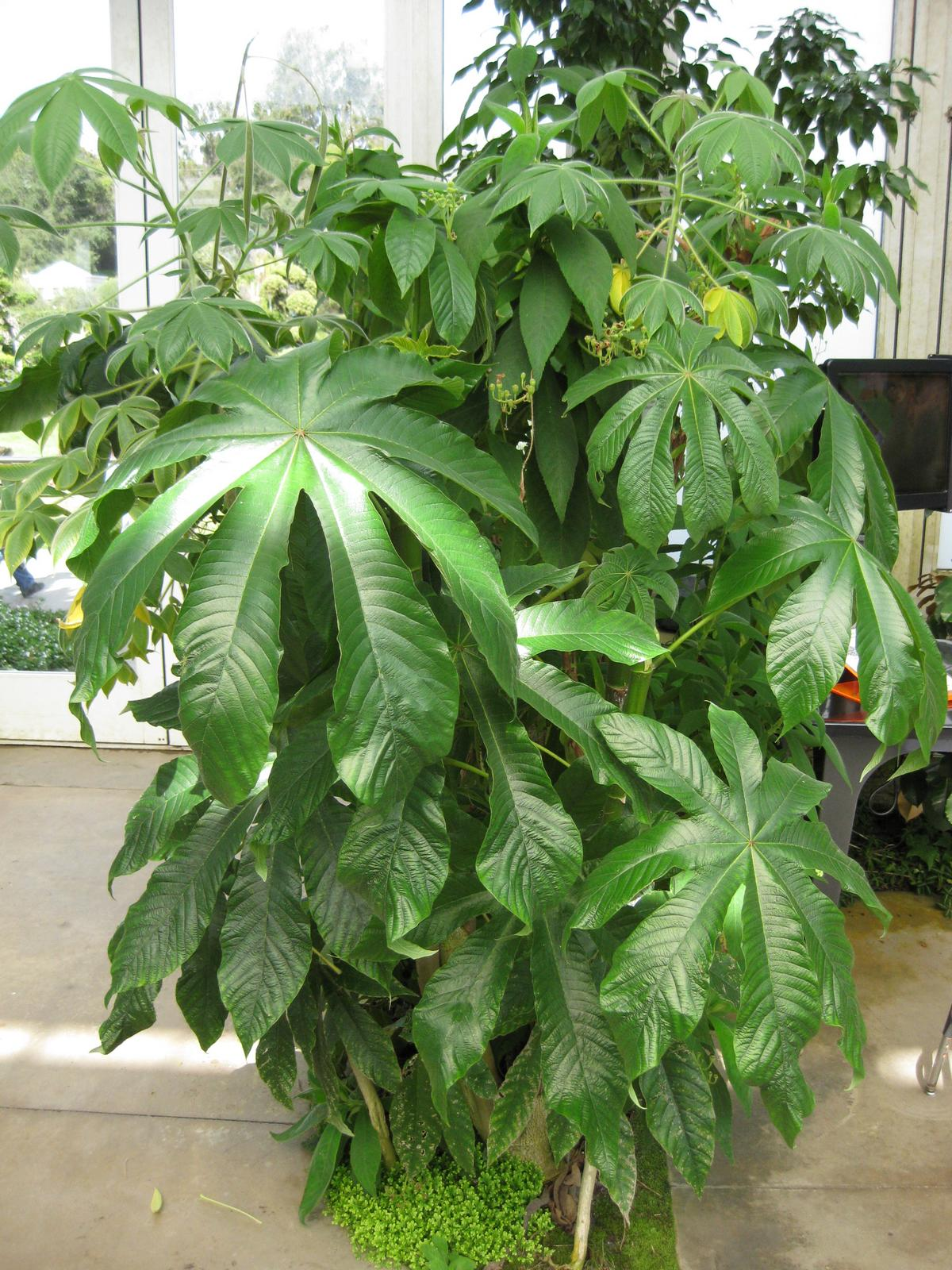
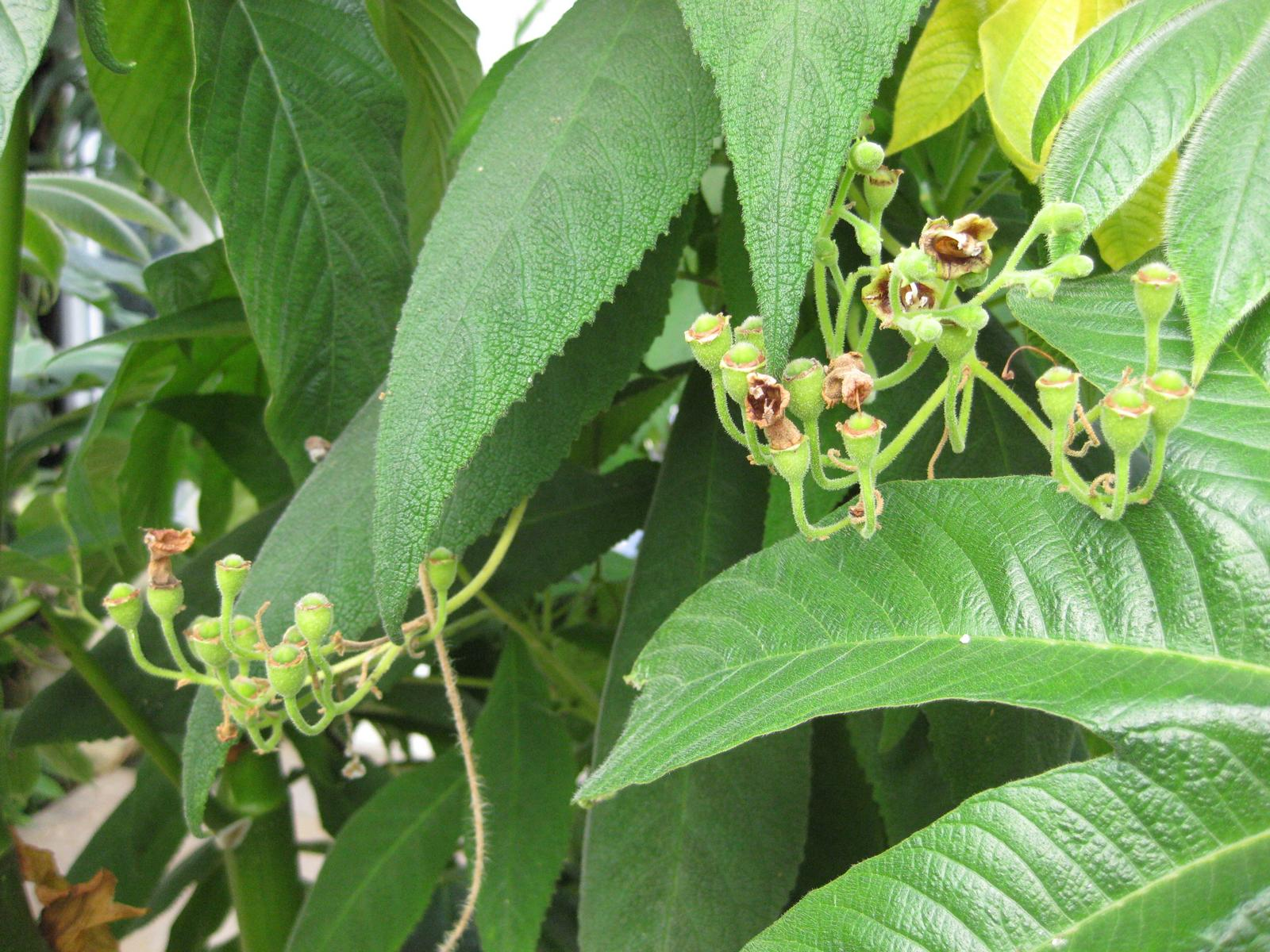